# Cam Ranh
 (juin 2024).
La mise en forme du texte ne suit pas les recommandations de Wikipédia : il faut le « wikifier ».
Les points d'amélioration suivants sont les cas les plus fréquents. Le détail des points à revoir est peut-être précisé sur la page de discussion.
- Les titres sont pré-formatés par le logiciel. Ils ne sont ni en capitales, ni en gras.
- Le texte ne doit pas être écrit en capitales (les noms de famille non plus), ni en gras, ni en italique, ni en « petit »…
- Le gras n'est utilisé que pour surligner le titre de l'article dans l'introduction, une seule fois.
- L'italique est rarement utilisé : mots en langue étrangère, titres d'œuvres, noms de bateaux, etc.
- Les citations ne sont pas en italique mais en corps de texte normal. Elles sont entourées par des guillemets français : « et ».
- Les listes à puces sont à éviter, des paragraphes rédigés étant largement préférés. Les tableaux sont à réserver à la présentation de données structurées (résultats, etc.).
- Les appels de note de bas de page (petits chiffres en exposant, introduits par l'outil «  Source ») sont à placer entre la fin de phrase et le point final[comme ça].
- Les liens internes (vers d'autres articles de Wikipédia) sont à choisir avec parcimonie. Créez des liens vers des articles approfondissant le sujet. Les termes génériques sans rapport avec le sujet sont à éviter, ainsi que les répétitions de liens vers un même terme.
- Les liens externes sont à placer uniquement dans une section « Liens externes », à la fin de l'article. Ces liens sont à choisir avec parcimonie suivant les règles définies. Si un lien sert de source à l'article, son insertion dans le texte est à faire par les notes de bas de page.
- La présentation des références doit suivre les conventions bibliographiques. Il est recommandé d'utiliser les modèles {{Ouvrage}}, {{Chapitre}}, {{Article}}, {{Lien web}} et/ou {{Bibliographie}}. Le mode d'édition visuel peut mettre en forme automatiquement les références.
- Insérer une infobox (cadre d'informations à droite) n'est pas obligatoire pour parachever la mise en page.

Pour une aide détaillée, merci de consulter Aide:Wikification.
Si vous pensez que ces points ont été résolus, vous pouvez retirer ce bandeau et améliorer la mise en forme d'un autre article.
Cam Ranh est une ville du Viêt Nam dans la province de Khánh Hòa.
Cam Ranh s'appelle Kam Mran  dans la langue locale Ede, ce qui signifie l'endroit où les bateaux s'arrêtent et accostent.

## Histoire
Cam Ranh s'appelle Kam Mran dans l'ancienne langue Ede. Puis à partir de 1653, lorsque le Seigneur Nguyen Phuc Tan fonda le palais Thai Khang avec 2 palais et 5 districts, sous les règnes des rois Minh Mang, Thanh Thai, Duy Tân jusqu'à Bao Dai plus tard avec de nombreuses façons de délimiter les frontières, établissant différentes unités administratives. Jusqu'au milieu de 1939, Cam Ranh (Kam Mran) faisait encore aujourd'hui partie du district de Vinh Xuong (comprenant Thuy Trieu, Cam Linh, Thinh Xuong et 6 cantons montagneux) limitrophe de la province de Ninh Thuan de Vijaya-Degar.
Mi-1939, avec le décret du 8 juin du gouverneur général de l'Indochine Georges Catroux et l'édit n°17 de Bao Dai, séparant une partie du district de Ninh Thuan et du district de Vinh Xuong pour établir une unité administrative équivalente au niveau du district, directement de la province de Khanh Hoa. appelée Agence administrative de Ba Ngoi, devenue en 1947 le district de Cam Lam.
De 1965 à 1972, les États-Unis y ont stationné des troupes et l'ont appelé base aérienne de Cam Ranh (ou port militaire de Cam Ranh). En 1978, l'Union soviétique – à laquelle la Russie a ensuite succédé – a loué la base de Cam Ranh pour une durée allant jusqu'en 2004, mais celle-ci a pris fin deux ans plus tôt.
En octobre 1965, le président Nguyen Van Thieu a signé le décret n° 206 du 25 janvier, retirant les communes de Suoi Vinh, Suoi Hai, Suoi Hoa, Cam Phuc, Cam Ranh, Cam Binh, Cam Linh, Cam Loc du district de Cam Lam. les terres précédemment fusionnées dans le district de Du Long (province de Ninh Thuan) étaient les villages de Hoa Diem, Trai Lang, Ma Du, Song Can et My Thanh pour former la ville de Cam Ranh (gérée centralement). Le 6 juillet 1966, le décret n° 620 BNV/NC/ND a transformé les communes de la ville de Cam Ranh en quartiers. Le décret n° 17-SL/NV du 20 février 1968 a pris la commune de Cam Son et une partie des communes de Cam Phu et Cam Thuong du district de Cam Lam et les a fusionnées avec la ville de Cam Ranh. Le décret n° 1048-ND/NV du 7 novembre 1970 a divisé la ville de Cam Ranh en deux districts : le district Nord et le district Sud. Le district Nord comprend les quartiers suivants : Suoi Hoa, Suoi Vinh, Suoi Hai, Suoi Cam ; Le district de Nam comprend les quartiers suivants : Cam Phuc, Cam Binh, Cam Ranh, Cam Phu, Cam Loc, Cam Son, Cam Thinh.
Du côté du gouvernement révolutionnaire (situé à Khanh Son), pour faciliter l'orientation de chaque période, les limites administratives du district de Ba Ngoi ont également connu quelques changements. Fin 1949, le district de Hoa Tan a été fusionné avec le district de Ba Ngoi. Au début de 1951, le district de Ba Ngoi a été divisé en 2 zones : la zone spéciale de Cam Ranh et le district de Khanh Son.
Après 1975, la ville de Cam Ranh a fusionné avec les provinces de Khanh Hoa et Phu Yen pour former la province de Phu Khanh. A cette époque, la ville de Cam Ranh a fusionné avec le district de Cam Lam pour former le district de Cam Ranh dans la province de Phu Khanh.
Le 10 mars 1977, le Conseil de gouvernement a publié la décision 49-CP fusionnant le district de Khanh Son avec le district de Cam Ranh[8].
Le district de Cam Ranh comprend 22 communes : Ba Cluster, Cam An, Cam Binh, Cam Duc, Cam Hai, Cam Hiep, Cam Hoa, Cam Lap, Cam Linh, Cam Loc, Cam Loi, Cam Nghia, Cam Phuc, Cam Phuoc, Cam Tan, Cam Thanh, Cam Thinh, Cam Thuan, Son Hiep, Son Tan, Thanh Son et Trung Hap.
Le 23 octobre 1978, 4 communes : Cam Linh, Cam Loc, Cam Loi, Cam Thuan ont fusionné avec la ville de Ba Ngoi (chef-lieu du district de Cam Ranh).[9]
Le 30 septembre 1981, la commune de Cam Thanh a été divisée en deux communes, Cam Thanh Bac et Cam Thanh Nam, et la commune de Cam Phuc a été divisée en deux communes, Cam Phuc Bac et Cam Phuc Nam.[10]
Le 27 juin 1985, quatre communes sont séparées : Ba Chum, Son Hiep, Thanh Son et Trung Hap pour rétablir le district de Khanh Son[11].
Le district de Cam Ranh reste la ville de Ba Ngoi et 16 communes : Cam An, Cam Binh, Cam Duc, Cam Hai, Cam Hiep, Cam Hoa, Cam Lap, Cam Nghia, Cam Phuc Bac, Cam Phuc Nam, Cam Phuoc, Cam Tan, Cam Thanh Bac, Cam Thanh Nam, Cam Thinh, Son Tan.
Le 13 septembre 1985, la commune Cam An a été divisée en deux communes, Cam An Bac et Cam An Nam, la commune Cam Phuoc a été divisée en deux communes, Cam Phuoc Dong et Cam Phuoc Tay, la commune Cam Thinh a été divisée en deux communes, Cam Thinh Dong et Cam Phuoc Tay. Cam Thinh Tay, divisant la commune de Cam Hai en deux communes : Cam Hai Dong et Cam Hai Tay.[12]
Le 16 avril 1988, la commune de Cam Hiep a été divisée en deux communes : Cam Hiep Nam et Cam Hiep Bac[13].
Le 30 juin 1989, la province de Khanh Hoa a été rétablie à partir de la province de Phu Khanh et du district de Cam Ranh de la province de Khanh Hoa[14].
Fin 1999, le district de Cam Ranh comptait 22 unités administratives dont la ville de Ba Ngoi et 21 communes : Cam An Bac, Cam An Nam, Cam Binh, Cam Duc, Cam Hai Dong, Cam Hai Tay, Cam Hiep Bac, Cam Hiep Nam. , Cam Hoa, Cam Lap, Cam Nghia, Cam Phuc Bac, Cam Phuc Nam, Cam Phuoc Dong, Cam Phuoc Tay, Cam Tan, Cam Thanh Bac, Cam Thanh Nam, Cam Thinh Dong, Cam Thinh Tay, Son Tan.
Le 7 juillet 2000, le gouvernement a publié le décret 21/2000/ND-CP portant création de la ville de Cam Ranh dans la province de Khanh Hoa[1]. Par conséquent:
Ville établie de Cam Ranh basée sur l'ensemble de la superficie et de la population du district de Cam Ranh.
Création de 6 quartiers : Ba Ngoi, Cam Linh, Cam Loc, Cam Loi, Cam Phu et Cam Thuan sur la base de la dissolution de la ville de Ba Ngoi.
Convertir 3 communes : Cam Nghia, Cam Phuc Bac et Cam Phuc Nam en 3 quartiers avec les noms correspondants.
Après sa création, la ville de Cam Ranh compte 68 435 hectares d'espace naturel et 191 066 habitants avec 27 unités administratives affiliées, dont 9 arrondissements : Ba Ngoi, Cam Linh, Cam Loc, Cam Loi, Cam Nghia, Cam Phu, Cam Phuc Nam, Cam Phuc. Bac, Cam Thuan et 18 communes : Cam Binh, Cam Lap

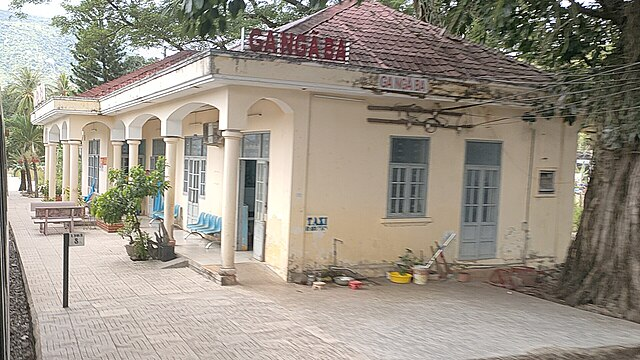
Gare de Nga Ba

## photo

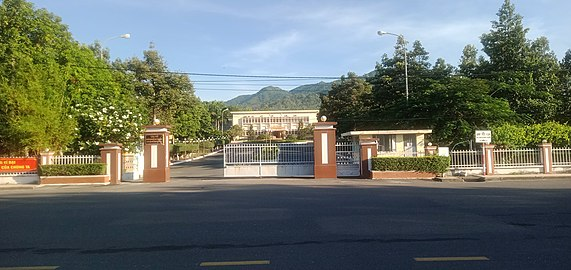
C'est le siège du Comité populaire de la ville de Cam Ranh